# Empatógeno-entactógeno
Empatógenos e entactogénos compõem uma classe de drogas psicoativas que produzem efeitos de  empatia, conexão emocional, harmonia e compreensão.
O termo empatógeno foi criado por Ralph Metzner e David E. Nichols em 1983 e 84, e significa algo que "gera um estado de empatia".